# ケン・ランディ
ケン・ロジャー・ランディ（Ken Roger Lunde、[ˈlʌndi]、1965年8月12日 - ）は、アメリカ合衆国の情報処理技術者である。東アジア言語に関する情報処理を専門とする。

## 教育
1985年にウィスコンシン大学マディソン校で言語学を専攻し、1987年にBachelor of Arts、1988年にMaster of Artsの学位を取得し、1994年に、アンドリュー・シラーの指導の下で日本語の漢字の簡略化に関する論文 Prescriptive Kanji Simplification（規範的な漢字の簡略化）で博士号を取得した。

## 業績
卒業前の1991年7月1日にアドビシステムズ（現アドビ）に入社し、CJKV言語での情報処理のためのフォント開発とプログラミングに取り組んだ。2008年現在、アドビシステムズで上級計算機科学者として勤務している。これらのトピックについて本を2冊執筆した。また、源ノ角ゴシックの制作に携わった。2019年10月18日、アドビでの28年間の業績は終了した。
アドビの代表としてUnicodeコンソーシアムに参加しており、CJK統合漢字を専門としている。Unicode規格のStandard Annex #11 "East Asian Width"、Technical Standard #37 "Unicode Ideographic Variation Database"、Standard Annex #38 "Unicode Han Database (Unihan)"、Standard Annex #50 "Unicode Vertical Text Layout"の編集者（または共同編集者）である。
また漢字統合の取り組みを専門とするISO/IEC JTC 1/SC 2ワーキンググループWG2のサブグループであるIdeographic Rapporteur GroupのUnicode代表（アメリカ合衆国のリエゾンとして）である。
2018年9月、Internationalization & Unicode Conference 42でブルドッグ賞を受賞した。

## ペンネーム
1985年に和名によるペンネームを小林剣（小林劍󠄁、こばやし けん）とした。「小林」は、彼のバイキング由来の姓"Lunde"が「小さな森」または「木立」を意味することからつけられている。「小森」ではなく「小林」にした理由として、「小林」と片仮名で書いた「ランディ」がともに11画であることと、スタートレックに登場する架空の艦船「コバヤシマル」の存在を挙げている。「剣」は彼の名"Ken"の当て字であり、その漢字は彼がナイフなどの刃物を愛好していることから選ばれた。

## 著作
- Lunde, Ken 著、春遍雀來、鈴木武生 訳『Understanding Japanese information processing : 日本語情報処理』オライリー・ジャパン、ソフトバンククリエイティブ、東京〈A nutshell handbook〉、1995年8月（原著1993年）。ISBN 4-89052708-7。 NCID BN12970316。
- Lunde, Ken 著、小松章、逆井克己 訳『CJKV日中韓越情報処理』オライリー・ジャパン、オーム社、東京、2002年12月（原著1999年）。ISBN 4-87311-108-0。 NCID BA60422943。
- Lunde, Ken (2009). CJKV Information Processing (2nd ed.). Beijing: O'Reilly. ISBN 978-0-59651447-1. NCID BA88956252